# Cautionary tales
"Cautionary tales" es el noveno episodio de la segunda temporada de la serie de televisión estadounidense Héroes

## Argumento
Noah Bennet está a punto de abandonar Costa Verde con su familia, pero Claire , sin querer irse, se dispone a disculparse con West, por lo que va a la escuela aún en contra de los deseos de Noah. Esto ocasiona que Noah se sienta culpa e intente encontrarse con West, pero cuando este último lo secuestra. Noah se da cuenta de que Mohinder ya no es confiable. Este, viendo que no tiene elección, llama a Elle y mientras esta se prepara para asesinarlo, West aparece detrás de ella dejándola inconsciente y Noah desarma a Mohinder. 
Hiro, al darse cuenta de que su padre murió, se niega a elogiarlo en el funeral y viaja en el tiempo en donde intenta, en vano, rescatar a su padre. Primero, intenta hacer que se percate del dolor y sufrimiento que le causó su muerte, transportándolo 17 años al pasado, al funeral de Ishi. Hiro, encontrándose con una versión suya más joven, se da cuenta de que fue muy infantil y decide regresar a su padre al presente, pero se queda para contemplar el rostro del asesino descubriendo que se trata de Takezo Kensei.
Claire está practicando sus rutinas cuando aparece Bob, mostrándose amistoso, pero cuando la llama «señorita Bennet», Claire lo reconoce como un hombre de la compañía y sale corriendo a su hogar. En el interior de la vivienda descubre la profética pintura que predice la muerte de Noah, Bob aparece detrás de Sandra y Claire armado con un arma y secuestra a Claire.
Noah retiene a Elle como rehén para garantizar la devolución de su hija y acuerda ir con Bob en una ubicación específica donde harán el cambio de rehenes. Claire y Elle son liberadas. Durante el intercambio, West se lleva a Claire contra su voluntad, mientras que Elle se libera de sus ataduras y ataca a West por la espalda ocasionando que caiga de una altura considerable. Noah, furioso, le dispara a Elle y cuando Bob va a socorrerla, Noah se prepara para matarlo pero una bala atraviesa el ojo de Noah muriendo instantáneamente. Claire, toda llena de culpa, le dice a West que se siente extremadamente culpable por la muerte de su padre.
Matt Parkman demuestra sus habilidades telepáticas cada vez más desarrolladas, utilizándolas de una manera muy abusiva con tal de conseguir sus objetivos de revelar el caso de Kaito Nakamura. Confronta a Angela Petrelli, para volverla una mujer honesta sacándole mucha información, pero cuando muestra resistencia antes sus órdenes, ella le dice que si le arranca el secreto de la ubicación de Victoria Pratt, Matt no solo será como su padre, será él.
Al final del episodio se ve que Matt tiene una lista de casi todos los fundadores de la compañía identificados como fallecidos; Hiro dice su discurso expresando que no elogia a su padre y que el no estará muerto mientras conserve sus lecciones; a la familia Bennet está deprimida por la muerte de Noah; a Bob, Elle y Mohinder escapando después de haber asesinado a Noah, y por último a Noah siendo resucitado por la sangre de Claire.